# Jan Borreman III
Jan Borreman III (Brussel, ca. 1470 - ?, na 1525) was een beeldsnijder werkzaam in de stijl van de laatgotiek en de noordelijke renaissance.

## Leven
Aangenomen wordt dat Jan de zoon is van beeldsnijder Jan Borreman II en de broer van Passchier Borreman. Hij werd in 1499 ingeschreven in het Brusselse ambacht der Vier Gekroonden als gheboren poirtere. Hij werkte mee aan verschillende realisaties van zijn vader. Na 1525 is hij niet meer in de bronnen gedocumenteerd.

## Werk
Borreman maakte Brusselse retabels. Onder meer het Passie- en Sint-Denijsretabel van Luik en het Passieretabel van Güstrow, beiden geïnstalleerd in 1522, worden aan hem toegeschreven. Het laatste is gesigneerd JAN BORMAN, wat allicht geen betrekking heeft op Jan II aangezien deze vanaf 1516 niet meer in de bronnen voorkomt.
Ook standbeelden in het Koninklijk klooster van Brou worden aan Jan Borreman III toegeschreven.